# Julgransodling

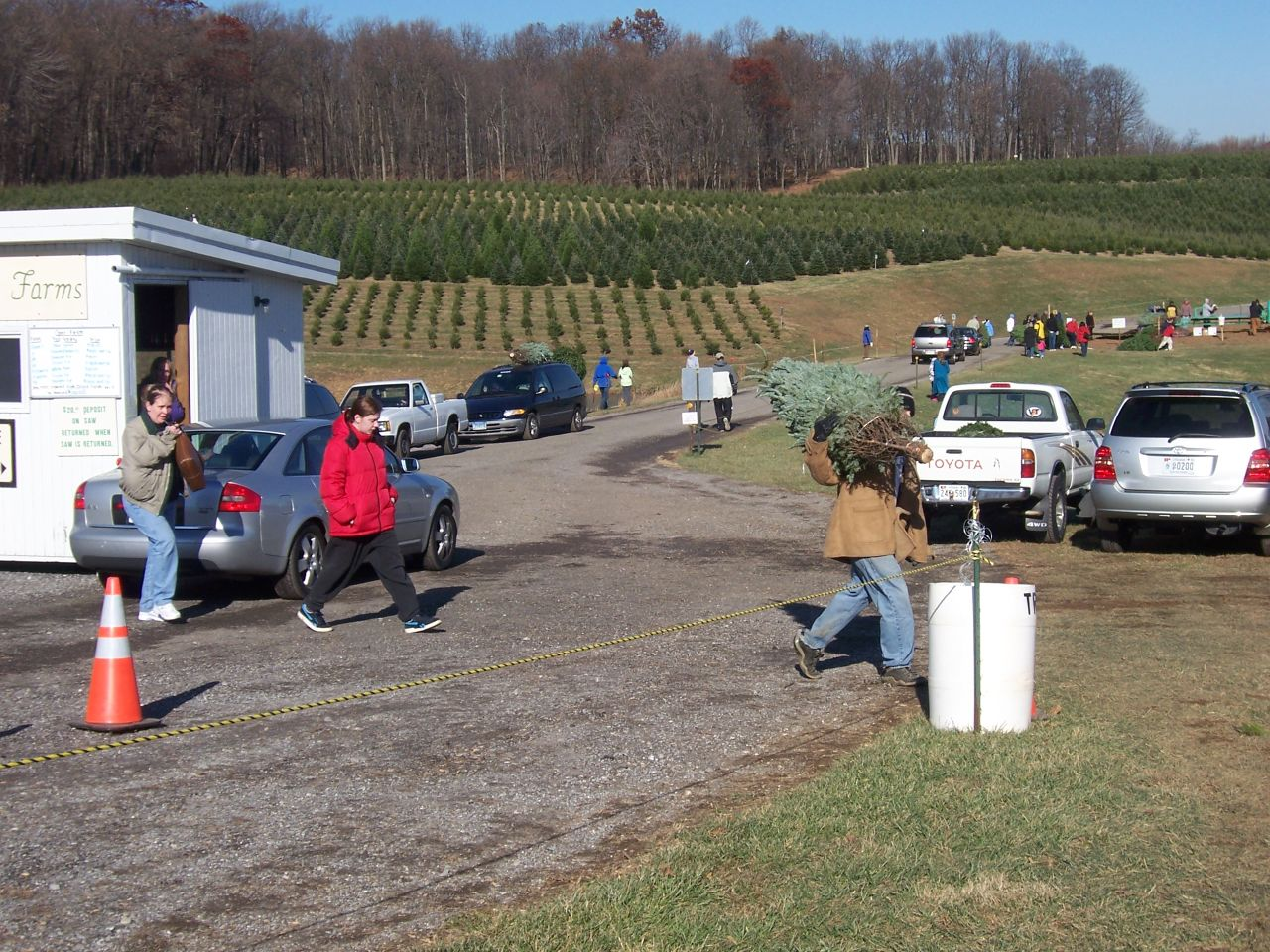
En julgransodling i Maryland i USA.

Julgransodling sker i hela världen. Granarna kommer julgransodlingar och från naturligt växande granar. Även tallar används. I många västerländska länder odlas tall och gran för att tas in och dekoreras till jul. I Australien är odling av julträd en relativt ny företeelse. De länder som producerar flest träd per år är USA, Tyskland och Kanada.
I Storbritannien går det åt runt 8 miljoner träd årligen. I USA säljs mellan 35 och 40 miljoner julgranar varje säsong. Största producenten av konstgjorda julgranar är Kina.